# Cinema pornografico

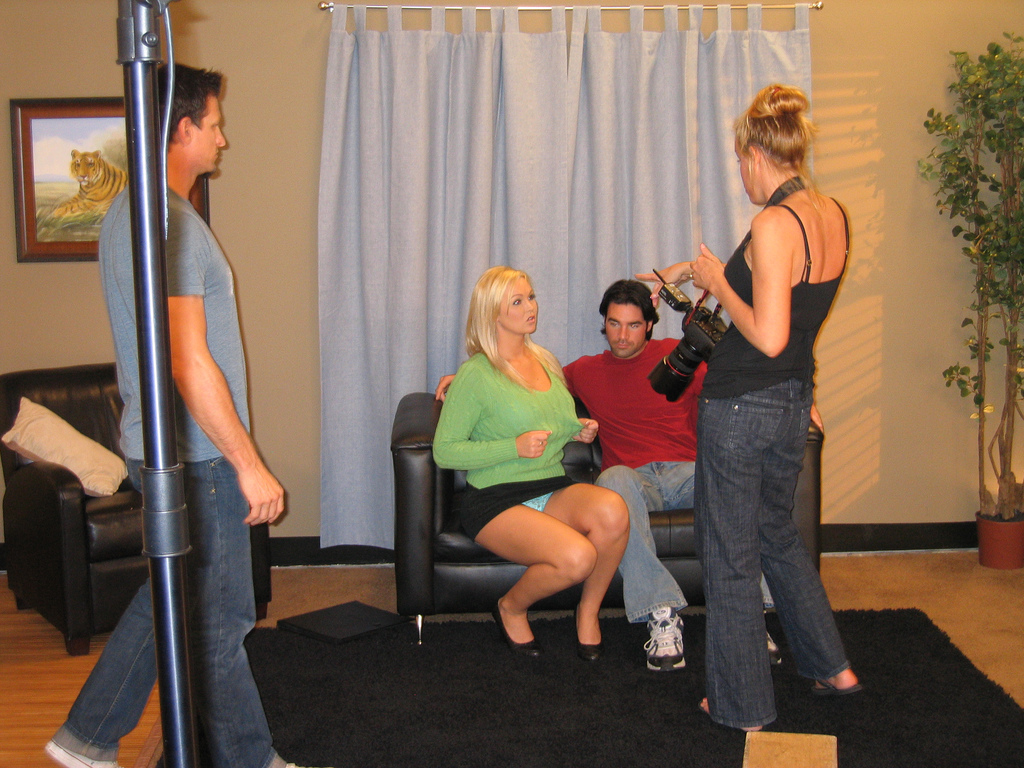
Sul set durante le riprese di un film pornografico; il regista Tommy Pistol, l'attrice Abbey Brooks e l'attore Charles Dera.

Il cinema pornografico è un genere cinematografico. I film pornografici presentano fantasie sessuali e di solito includono materiale eroticamente stimolante come la nudità (softcore) e rapporti sessuali (hardcore). A volte viene fatta una distinzione tra film "erotici" e "pornografici" sulla base del fatto che quest'ultima categoria contiene una sessualità più esplicita e si concentra più sull'eccitazione sessuale che sulla narrazione, ma la distinzione è altamente soggettiva.
I film pornografici sono prodotti e distribuiti su una varietà di media, a seconda della domanda e della tecnologia disponibili, compresi i film tradizionali in vari formati, video per la visione domestica, DVD, download da Internet, TV via cavo, oltre ad altri media. Oggi, i film pornografici sono venduti o noleggiati su DVD; mostrato tramite streaming Internet, canali speciali e pay-per-view su cavo e satellite; e visti i teatri per adulti in rapida scomparsa. Per legge, in genere non sono autorizzati ad essere mostrati nei cinema generalisti o nelle trasmissioni TV in chiaro.
I film con contenuto spinto sono stati prodotti dall'invenzione del cinema nel 1880. La produzione di tali film è stata redditizia e numerosi produttori hanno iniziato a specializzarsi nella loro produzione. Tuttavia, vari gruppi all'interno della società consideravano immorali tali rappresentazioni, le etichettavano come "pornografiche" e tentavano di farle reprimere in base alle leggi dell'oscenità, con vari gradi di successo. Tali film hanno continuato ad essere prodotti, ma potevano essere distribuiti solo tramite canali sotterranei. Poiché la visione di tali film portava uno stigma sociale, venivano visti in bordelli, cinema per adulti, nei club privati e anche nei cinema specializzati.
Solo sul finire degli anni '70 del Novecento, durante l'età d'oro del porno, i film nei cinema vennero legalizzati, benché sottoposti sempre al divieto di visione per i minori di 18 anni; dagli anni '80, la pornografia su home video permise alla pornografia di raggiungere  una più ampia diffusione. L'ascesa di Internet alla fine degli anni '90 ha cambiato ulteriormente il modo in cui i film pornografici vengono distribuiti, complicando la censura in tutto il mondo e le azioni legali di "oscenità", rendendo di fatto la filmografia pornografica disponibile a tutti gli utenti in forma totalmente libera oppure con meri divieti di facciata per i minorenni, facilmente aggirabili.

## Storia

### Gli inizi (1896-1930)
La nascita del cinema pornografico risale già alle fasi iniziali della storia del cinema, tra la fine del XIX secolo e l'inizio del XX secolo. Sin dalla sua invenzione l'ambiente della cinematografia si accorse del potenziale commerciale di questo genere, ma la legge vietava la produzione e la distribuzione di pellicole a contenuto pornografico in tutte le nazioni del mondo. Persone facoltose finanziavano segretamente la produzione di pellicole porno che venivano acquistate e rivendute all'interno di una cerchia ristretta di ricchi appassionati del genere.
Il cortometraggio francese Le Coucher de la Mariée del 1896 (conosciuto anche come Bedtime for the Bride o The Bridegroom's Dilemma) è una delle prime opere progenitore di genere, oltre ad essere considerata tra le prime rappresentazioni del cinema erotico. Realizzato dal regista Albert Kirchner (accreditato come Léar), il cortometraggio della durata di 7 minuti consiste in uno spogliarello di una consorte per il marito, durante la notte di nozze; tuttavia, l'opera risulta incompleta.
Sempre in territorio francese nel 1908 venne realizzato il cortometraggio À l'Écu d'or ou la Bonne Auberge (Allo Scudo d'oro o alla buona locanda). Prodotto anonimamente, il cortometraggio racconta le avventure sessuali di un moschettiere che, in cerca di cibo in una locanda, viene soddisfatto prima dalla giovane cameriera e successivamente, da un'altra ragazza.

#### La Saturn-Film

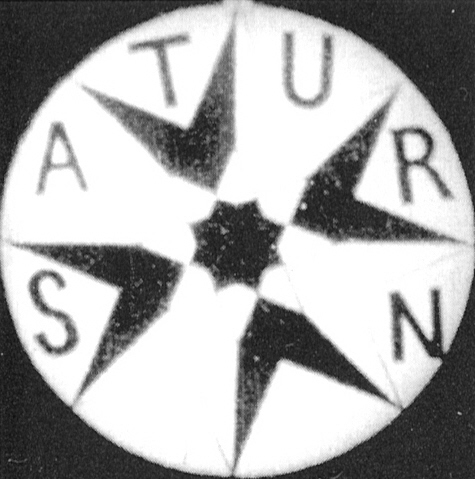
Il logo della Saturn-Film.

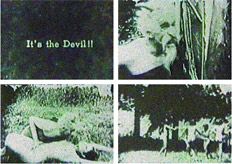
Alcuni fotogrammi del cortometraggio El Satario.

Nel 1906 viene fondata dal regista e fotografo austriaco Johann Schwarzer la Saturn-Film, casa di produzione cinematografica impegnata nella produzione di opere erotiche-pornografiche, con sede a Vienna.
Una delle prime opere fu Baden verboten (tradotto in italiano Vietata la balneazione) del 1906. Il cortometraggio, diretto da Johann Schwarzer e della durata di 2 minuti, vede tre donzelle completamente nude sguazzare felici in un laghetto nel bosco finché non vengono sorprese da un uomo che gli intima di uscire. Le ragazze, confuse e imbarazzate, dapprima escono dal lago prendendo rapidamente i loro vestiti, per poi ammiccare l'uomo convincendolo a seguire le tre all'interno del bosco.
Am Sklavenmarkt (Al mercato degli schiavi) del 1907, curato dalla regia dello stesso Schwarzer, è considerato il primo cortometraggio pornografico prodotto in Austria. La Saturn-Film produsse in totale 52 opere, di cui solo 26 sopravvissute ai giorni nostri. Nel 1911 vennero sequestrate e distrutte dalla polizia tutte le opere prodotte dalla Saturn-Film, lesa dalla censura dell'epoca che impedì la rinascita della stessa.
Il cortometraggio muto El Satario (noto anche come El Sátiro o El Sartorio) viene considerato da molti critici cinematografici una delle opere più antiche del cinema pornografico. Datato tra il 1907 al 1912 in Argentina (secondo altre fonti venne realizzato a Cuba nel 1930), le origini della pellicola risultano sconosciute. La trama racconta le gesta sessuali di un fauno che rapisce una delle sei giovane donne che baloccano nude sul bordo di un fiume. Il fauno, dopo aver avuto un rapporto sessuale con quest'ultima, viene scacciato dalle altre ragazze.
Am Abend (La Sera) è un cortometraggio muto del 1910, prodotto in Germania; come El Satario anche quest'ultima è considerata tra le prime opere di genere mai realizzate prima. La trama inizia con un atto di voyeurismo da parte di un uomo, che spia una ragazza attraverso il foro di una porta impegnata in un atto di autoerotismo. Successivamente l'uomo entra per avere dei rapporti sessuali con quest'ultima, ma viene fermato dalla sofferenza di una disfunzione erettile.
Il cortometraggio muto A Free Ride (tradotto in italiano Un giro gratuito, conosciuto anche come A Grass Sandwich) del 1915 è il referto filmico più antico ritrovato negli Stati Uniti d'America: difatti è considerato il primo film pornografico della storia statunitense nonché una tra le prime opere di genere. Un uomo incontra due donne disinibite a cui offre un passaggio in auto. Accettate le avance, l'uomo approfitta della situazione portando le due donne in un bosco per intraprendere un rapporto sessuale a tre.

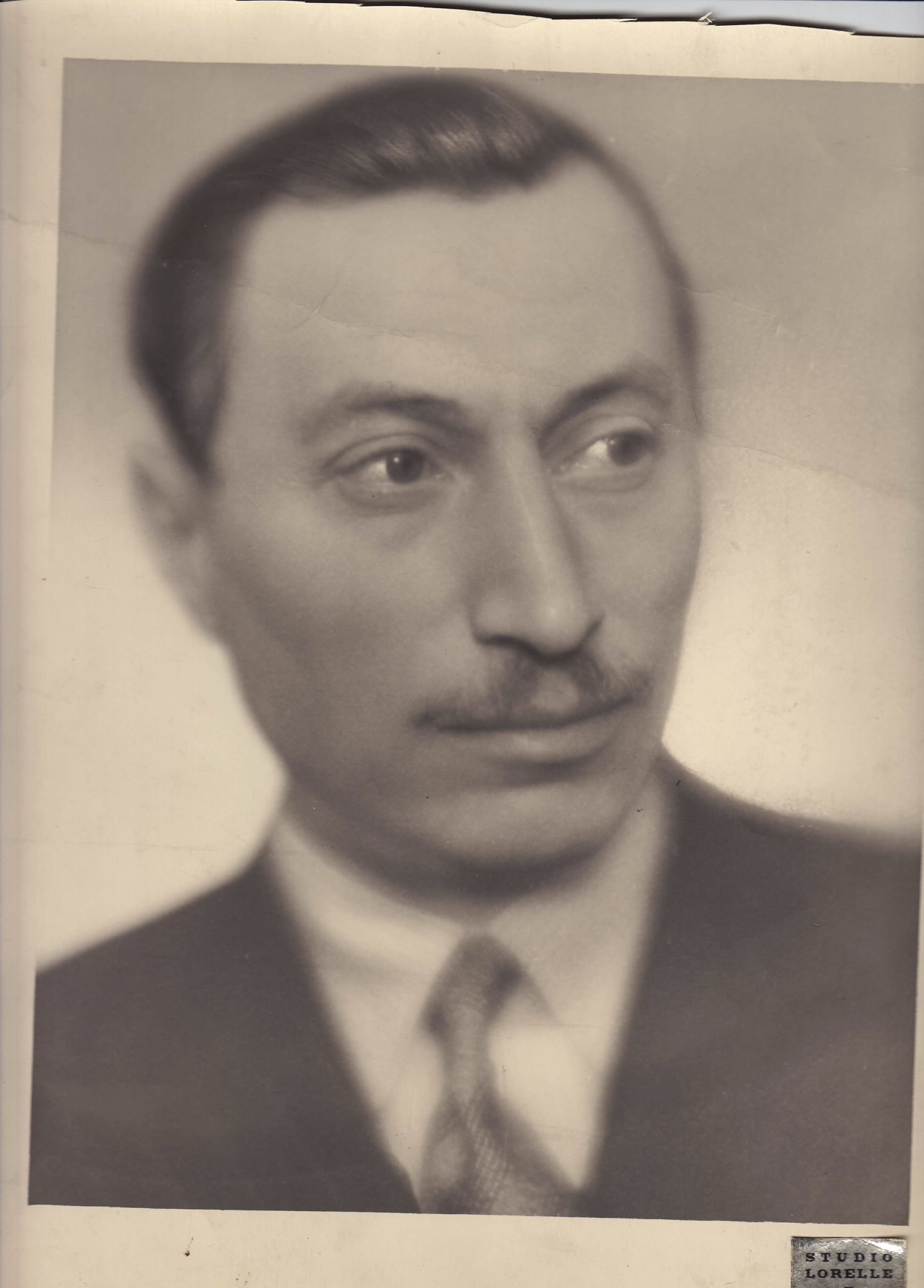
Il regista franco-rumeno di origini ebraiche Bernard Natan.

Opera accreditata al regista David Wark Griffith nel libro Black and White and Blue: Adult Cinema from the Victorian Age to the VCR di Dave Thompson, tale affermazione venne successivamente smentita dallo storico cineasta britannico Kevin Brownlow e dallo stesso autore Thompson. Nel 2002 il cortometraggio venne proiettato nel Museo del Sesso di New York, mentre una copia dell'opera è conservata nell'Istituto Kinsey a Bloomington, nell'Indiana.
Le ménage moderne de Madame Butterfly del 1920 è stato il primo film europeo a mostrare rapporti omosessuali e bisessuali di entrambi i sessi. Pellicola basata sull'opera Madama Butterfly di Giacomo Puccini, venne spesso accreditata al regista franco-rumeno Bernard Natan, nonché considerato quest'ultimo anche uno degli interpreti. Tali ipotesi sono state successivamente messe in serio dubbio.
Il tenente statunitense Pinkerton fa sua sposa Madame Butterfly ed approfitta sessualmente di lei sotto gli occhi bramosi della cameriera Soosooky, intenta a masturbarsi; successivamente il servo Pink-hop viene sorpreso da Pinkerton impegnato a spiare Madame Butterfly e Soosooky in un rapporto omosessuale. Il tenente decide così di punire Pink-Hop, impegnandosi con quest'ultimo in rapporti di sesso orale e anale, servendosi anche di Soosooky. Madame Butterfly intanto tradisce Pinkerton con Mr. Sharpless e scopre, grazie alla rivelazione di quest'ultimo, che il marito è bigamo. Inizialmente furiosa nei confronti del marito, Madame Butterfly si unisce successivamente a quest'ultimo praticando del sesso di gruppo insieme a Pink-Hop, Soosooky e Mr. Sharpless.
The Surprise of a Knight (tradotto in italiano La Sorpresa di un Cavaliere) è un film muto della durata di 10 minuti datato 1929 (precedentemente collocato da alcuni studiosi al 1930). L'opera, prodotta negli Stati Uniti, rappresenta la prima pellicola hardcore omosessuale. Un elegante signora dai capelli corti si prepara per accogliere il suo cavaliere (da lei chiamato così) in salotto, offrendogli da bere. Quest'ultima dapprima rifiuta le avance dell'uomo che tenta di palpeggiarla, offrendogli successivamente un servizio di fellatio come scuse. Terminato il coito orale sull'uomo, la donna offre le sue natiche per un rapporto anale, che avviene per due volte sino al raggiungimento dell'orgasmo di entrambi. Una volta abbandonata la scena dal cavaliere, la donna alza la gonna mostrando il sue pene e rivelandosi, in realtà, un uomo travestito.
Tale opera fu di importante rilievo nel mondo del cinema hard, che diede vita ad un nuovo sottogenere della pornografia cinematografica nei cosiddetti "film di addio al celibato" dell'epoca. Tuttavia, il cinema omosessuale durò solamente per un breve periodo di tempo, sino alla sua ricomparsa definitiva durante gli anni settanta.

### L'età d'oro (1969-1984)
La produzione pornografica diventò un affare importante per la criminalità organizzata soprattutto negli Stati Uniti: tuttavia le autorità riuscirono a contenere il fenomeno solo fino alla seconda guerra mondiale. Con il passare del tempo il mercato divenne infatti così florido che i fuorilegge potevano promettere lauti compensi a chi collaborava e in particolar modo alle interpreti che spesso erano prostitute di lusso, note in certi ambienti di potere. L'altra decisiva e grande spinta alla produzione della cinematografia pornografica venne dai movimenti hippy. Da tale ambiente di contestatori, attivo soprattutto in California (soprattutto a Los Angeles e San Francisco), provengono i fratelli Jim e Artie Mitchell e i primi produttori di film pornografici e amici di Ted Kennedy, Candida Royalle, attrice e produttrice di film pornografici e Larry Flynt, editore e cineasta.
Nel corso della seconda metà del XX secolo la pornografia si è diffusa in modo da diventare un vero e proprio genere del grande schermo, in particolare nel corso degli anni settanta.
Nel 1969 la Danimarca fu la prima nazione al mondo a legalizzare la produzione cinematografica pornografica.
Le autorità della California si resero conto che ormai l'industria cinematografica di Los Angeles considerava il genere pornografico importante per il suo valore non solo commerciale, ma anche culturale e politico. Pertanto lo Stato della California legalizzò nel 1970 la produzione e la distribuzione di pellicole pornografiche: da allora Los Angeles è stata ed è ancora il centro di produzione mondiale più organizzato per la realizzazione di pellicole, videocassette, dischi digitali e la qualità di tali prodotti viene apprezzata anche da registi che non girano pellicole di questo genere.
Il primo mediometraggio pornografico della durata di meno di un'ora a essere distribuito legalmente negli Stati Uniti fu Mona: girato nel 1970. Diretto da Bill Osco e Howard Ziehm, con i ricavi ottenuti dalla sua distribuzione fu finanziato il film Flesh Gordon. Nel 1972 venne realizzato Gola profonda con Linda Lovelace, che è tuttora uno dei film del genere più noti al pubblico. Alcuni critici sostengono che il miglior film pornografico di tutti i tempi sia The Opening of Misty Beethoven, noto anche come Misty Beethoven: pellicola del 1976, diretta da Radley Metzger e girata in parte a Roma.

### Anni duemiladieci
Nel 2010 viene diretto dal regista francese Marc Dorcel Kama-Sutra, il primo film di genere hard ideato con la tecnologia cinematografica in 3-D.

## L'industria pornografica

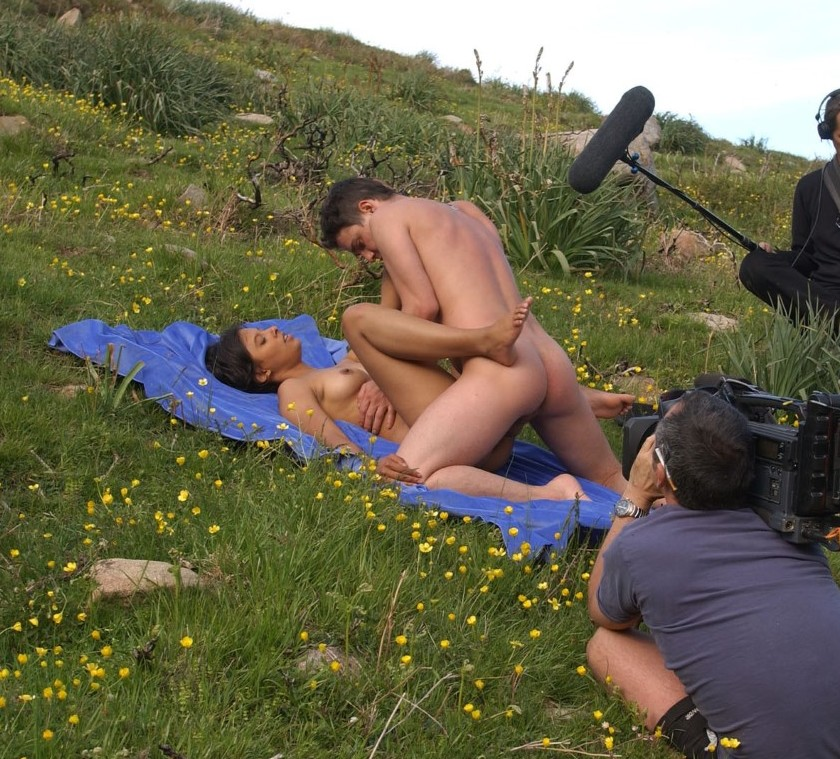
Ripresa di una scena per un film pornografico.

L'industria mondiale del cinema pornografico è dominata dagli Stati Uniti con la San Fernando Valley (al di fuori di Los Angeles) al cuore di essa. La revisione del codice penale federale del 1979 ha dichiarato che "solo a Los Angeles l'azienda porno produce cento milioni di dollari di profitti lordi annui". Secondo la commissione il procuratore generale sulla pornografia, 1986 (Commissione procuratore generale sulla pornografia), l'industria del tempo libero degli adulti statunitensi è cresciuta notevolmente negli ultimi trent'anni attraverso un processo di continuo cambiamento e di espansione in nuovi mercati, anche se la produzione è considerata a basso costo e metropolitana.
I dati più recenti (dal 1998 al 2008) dei ricavi intrattenimento per adulti sono spesso calcolate in dieci o tredici miliardi di dollari, di cui quattro o sei sarebbero legali. Questi calcoli sono spesso attribuiti a uno studio condotto da Forrester Research e sono stati ridotti nel 1998. Nel 2007 The Observer ha accreditato un importo di tredici miliardi. Altre fonti citate da Forbes (Adams Media Research, Veronis Suhler Communications Industry Report e IVD), compresi tutti i tipi di prodotti possibili (video broadcasting, pay-per-view via cavo e satellite, siti web, film in alberghi, i sex toy, sesso telefonico e riviste) parlano di 2,6 e 3,9 milioni di dollari (non inclusa la telefonia mobile). USA Today ha detto nel 2004 che siti come Danni e Cybererotica.com hanno avuto un fatturato di due milioni di dollari, circa il 10% di tutti il mercato domestico del momento.
Il Journalism Review Online, pubblicato dalla Annenberg School of Communication della University of Southern California, ha supportato in un'analisi le cifre presentate da Forbes, anche se I numeri della pornografia distribuita negli hotel sono difficili da stimare,. Un rapporto del CBS News nel novembre 2003 ha rivelato che il 50% dei clienti delle catene di hotel Hilton, Marriott, Hyatt, Sheraton e Holiday Inn hanno comprato film pornografici, raggiungendo il 70% di profitto sul servizio in camera. I profitti della telefonia sono bassi rispetto ad altre nazioni a causa dell'assenza di sistemi di controllo parentale.
Il più grande studio di produzione di film per adulti nel mondo è Vivid Entertainment, che ha generato un fatturato di cento milioni di dollari ogni anno attraverso la distribuzione sessanta film l'anno e di venderli nei negozi, camere d'albergo, reti via cavo e internet. I video a noleggio sono passati da poco meno di ottanta milioni nel 1985 a cinquecento milioni nel 1993. Alcune controllate di grandi aziende sono anche tra i maggiori venditori di pornografia, come la DirecTV, di proprietà della News Corporation. Comcast, la più grande compagnia via cavo negli Stati Uniti, che è stimato a cinquanta milioni di entrate dalla programmazione per adulti, mentre i ricavi da altre famose aziende del settore, come Playboy e Hustler, erano più bassi in confronto.

## Il cinema pornografico in Italia

### Gli albori

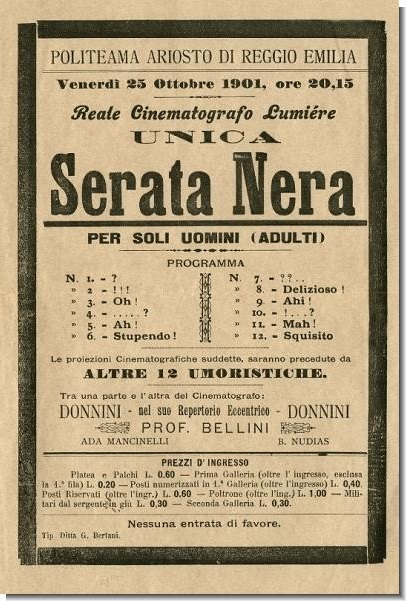
Il volantino della "Serata nera" in programma il 25 ottobre 1901, nel Teatro Politeama Ariosto di Reggio Emilia. È considerato da alcuni critici cinematografici, il primo film hard proiettato in Italia.

Secondo una recente scoperta fatta nel 2014 dai critici cinematografici Franco Grattarola e Andrea Napoli, il primo film pornografico in Italia venne proiettato il 25 ottobre 1901 a Reggio Emilia, alle ore 20:15 all'interno del Teatro Politeama Ariosto (oggi conosciuto come Teatro Ariosto).
La programmazione della serata fu rinvenuta nella Biblioteca Panizzi: vi erano descritti i vari spezzoni filmici che sarebbero stati proiettati, quali "La nascita di Venere", "Mercato di schiave in Oriente", "Baci d'amanti", "Il bagno", "Duello d'amore", "La pulce", "Scultore e modelle", "Flagrante delitto d’adulterio", "Scene intime nel camerino di un artista", "Giudizio su Frine", "Borgia si diverte!" e "Due amiche innamorate!".
Esclusivamente destinato alla visione di un pubblico maschile, fu un piccolo successo al botteghino con 1000 spettatori che presero parte alla proiezione, a fronte di una media stagionale di 300/400 spettatori. I prezzi variarono in base alla posizione scelta in platea, dai 20 ai 60 centesimi, sino ad una lira.
Nel 1921 viene diretto il cortometraggio muto Saffo e Priapo, della durata di 13 minuti. Due ricche donzelle si abbandonano ai piaceri carnali finché non vengono sorprese dalla cameriera, che viene sodomizzata dalle due a sculacciate. Il frastuono attira la curiosità di un frate che era lì di passaggio e, in assenza delle due donne, approfitta della situazione consolando carnalmente la cameriera. Alla fine le due ricche donne puniscono l'uomo introducendo un fallo artificiale nel suo fondoschiena.
Riscoperto circa alla fine degli anni sessanta, il cortometraggio venne proiettato per la prima volta durante la manifestazione annuale delle Giornate del cinema muto di Pordenone, il 12 ottobre 1998. L'opera viene erroneamente accosta alla regia di Gabriele D'Annunzio, di cui alcuni ne attribuiscono anche l'interpretazione del frate, tuttavia, tali affermazioni sono state ampiamente smentite.

### La nascita del cinema pornografico

L'attrice Lilli Carati passò dal cinema di genere a quello pornografico.

La serie cinematografica Emanuelle nera con protagonista Laura Gemser, fu progenitore della nascita del genere hard in Italia. Già nel primo capitolo Emmanuele nera del 1975 diretto da Albert Thomas (pseudonimo di Adalberto Albertini), furono girate alcune sequenze hard destinate all'estero. Per tali scene l'attrice protagonista venne sostituita da una controfigura. Joe D'Amato (pseudonimo di Aristide Massaccesi) diresse il terzo capitolo della serie intitolato Emanuelle in America del 1976, uscito in Italia in versione softcore con sequenze hard ideate sempre per la distribuzione estera.
Emanuelle - Perché violenza alle donne? del 1977, fu girato come i precedenti capitoli sia in versione softcore che in versione hard (sempre destinata all'estero), tuttavia, la versione soft ebbe problemi con la censura per via delle sequenze di violenza e stupro di Cora Norman (interpretata dall'attrice tedesca Karin Schubert).
Precursore del cinema pornografico fu anche il genere della commedia sexy all'italiana, opere che inscenavano situazione comiche contaminate prevalentemente da contenuti di nudo femminile. Molti attrici di genere come Marina Lotar, la stessa Karin Schubert, Ilona Staller, Lilli Carati, Moana Pozzi o Paola Senatore, passarono successivamente alle produzioni pornografiche.

### L'età d'oro (1979-1984)
L'avvento del cinema pornografico in Italia arrivò in netto ritardo rispetto al resto dell'Europa, con un'industria in crisi lesa da mezzi limitati, in conflitto soprattutto con le TV private e con una società casta, che usciva lentamente dall'accettazione del cinema erotico. Il 15 novembre 1977 l'imprenditore Luigi De Pedys, predispose una delle sale del cinema Majestic di Milano in via Lambro, a Porta Venezia, alla sola programmazione di film hard. Nel 1979 vennero aperti i primi cinema di genere nel paese. L'età d'oro del cinema hard in Italia si svolse in un periodo sessennale iniziato nel 1979 e terminato nel 1984.
Sesso nero è considerato il primo film pornografico uscito nelle sale italiane nel 1980, ma realizzato nel 1978. Diretto da Joe D'Amato, durante il cosiddetto periodo "erotico-esotico" del regista, che si trovava a Santo Domingo per realizzare Duri a morire. Il film racconta la triste situazione di Mark Lester, un pover'uomo affetto da una disfunzione alla prostata, che ben presto lo renderà impotente se non si opera il prima possibile. L'uomo prima dell'operazione, si concede una vacanza a Santo Domingo per ritrovare la donna della sua vita Maira, conosciuta dodici anni prima.

Moana Pozzi fu leader e segretario generale del Partito dell'Amore.

Nonostante Sesso nero venga accreditato come primo il film pornografico uscito nelle sale italiane, già nel 1979 vennero proiettati film come I porno amori di Eva diretto da Giorgio Mille, o La parte più appetitosa del maschio curato dalla regia di Lorenzo Magnolia, con contenuti di sfondo pornografico. Molti distributori dell'epoca, per aggirare la censura rimpiazzavano le sequenze hard con delle scene riempitive, una volta revisionate dalla commissione e superato il nulla osta, questi reintroducevano le sequenze originali alla pellicola.
Fra le prime attrici di genere vi furono la pornostar svedese Marina Lotar e Moana Pozzi, quest'ultima, destinata a divenire una stella del panorama hard italiano. Marina Lotar (accreditata come Marina Hedman) esordì nel film Con la zia non è peccato del 1980, dove interpreta l'agiata Gloria Lamborghini tornata a vivere in Sicilia dopo aver vissuto negli Stati Uniti d'America, mentre Moana Pozzi (accreditata come Linda Heveret) debuttò in Valentina, ragazza in calore del 1981. Qui interpreta il ruolo della protagonista Valentina, una ragazza libera e aperta sessualmente.
Il film venne proiettato al cinema Moderno di Ovada nel marzo 1982, dove soggiornava la famiglia Pozzi e dove aveva studiato Moana. La notizia ebbe un risalto importante sui giornali nazionali e fu uno scandalo mediatico. Moana che all'epoca conduceva il programma televisivo per bambini Tip Tap Club su Rai 2, dapprima negò la partecipazione al film dichiarando che nelle scene hard fu sostituita da una controfigura, per poi tornare sui suoi passi ed ammettere la verità, promettendo di chiudere subito con il mondo del porno.
Il primo spettacolo pornografico teatrale destinato al grande pubblico in Italia è stato Curve deliziose del 1986 con Cicciolina, Moana Pozzi e Malù-Ramba.

### Gli anni novanta

Barbarella, Jessica Rizzo, Moana Pozzi e Eva Henger a Montecitorio.

### Gli anni duemila
Nel 2010 uscì Casino '45 diretto da Marcus Dolby e prodotto dalla Pink'o. Il film venne realizzato a San Giovanni in Marignano, in provincia di Rimini, e rappresenta il primo film europeo (e italiano) ideato con la tecnologia cinematografica tridimensionale.

## Pornodive e pornodivi celebri

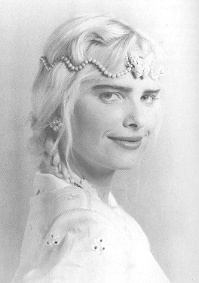
Ilona Staller in arte Cicciolina, fu una delle pornodive più celebri d'Italia.

La ballerina, attrice e modella Candy Barr fu considerata dai mass media la prima pornodiva della storia, per aver preso parte all'età di 16 anni al film pornografico Smart Alec del 1951 (un cortometraggio muto, della durata di non più di 20 minuti, girato in bianco e nero).
Durante gli anni settanta ebbe un grande successo il film La vera gola profonda e con esso l'attrice protagonista Linda Lovelace, che divenne una delle pornodive più popolari di sempre, tuttavia, quest'ultima successivamente si schierò contro la pornografia rinnegando la sua carriera nel mondo dell'hard. Marilyn Chambers riscosse un grande successo debuttando in Dietro la porta verde del 1972, diretto dai fratelli James e Artie Mitchell.
Dal 1985 nella XRCO Hall of Fame vengono inseriti gli attori e le attrici più celebri del panorama pornografico, come nell'AVN Hall of Fame dove sono inseriti i personaggi più influenti del cinema hard fra cui l'attore Ken Shimizu,  che ha preso parte a 7.500 film hard durante i quali ha avuto rapporti sessuali con oltre 8.000 donne.

## Generi e sottogeneri
La pornografia col tempo si è suddivisa in vari generi (e relativi sottogeneri).

### Porno-chic
Le protagoniste sono modelle eleganti dotate di seno naturale, con un portamento elegante.

### Pornografia feticista
Pornografia incentrata sull'apprezzamento di una o più parti del corpo o sul tipo di abbigliamento degli attori.

## Cronologia del cinema pornografico
- 1967: primo film pornografico europeo, Io sono curiosa - Giallo diretto da Vilgot Sjöman, ma con taglio documentaristico/pornografico
- 1970: primo film pornografico statunitense, Mona: The Virgin Nymph diretto da Michael Benveniste e Howard Ziehm
- 1971: primo film pornografico gay: Boys in the Sand diretto da Wakefield Poole
- 1972: primo film pornografico mainstream: Gola profonda diretto da Gerard Damiano
- 1986: primo film pornografico italiano mainstream girato in Italia: Telefono rosso diretto da Riccardo Schicchi, è errato considerarlo il primo vero e proprio film pornografico italiano
- 2005: primo film pornografico in Blu-ray e in HD: Pirates di Ali Joone
- 2010: primo film pornografico statunitense in 3D: This Ain't Avatar XXX